# Hieronymus Wolf
Hieronymus Wolf (Oettingen in Bayern, 13 agosto 1516 – Augusta, 8 ottobre 1580) è stato un umanista e storico tedesco, famoso soprattutto per l'introduzione di un sistema di storiografia che divenne lo standard per le molte opere di storia greca medievale. Si dedicò soprattutto alle cronache dell'Impero bizantino, precursore della Bizantinistica.

## Biografia
Nato nella Germania meridionale, in un piccolo centro della Baviera, fu istruito secondo gli ideali del nascente movimento umanista e studiò approfonditamente Gesù e le opere latine. Tradusse molte opere greco-romane dal latino o dal greco in tedesco, rendendo così tali opere accessibili agli studiosi tedeschi. Pubblicò un testo su Isocrate nel 1551 a Parigi. Lavorò nella Biblioteca di Augusta, che divenne famosa a livello europeo per la sua ricca raccolta di manoscritti antichi tradotti in tedesco.